# Islam Islam
Islam A. Islam (* 18. September 1953) ist ein ehemaliger tansanischer Hockeyspieler.
Islam nahm mit der Tansanischen Hockeynationalmannschaft an den Olympischen Spielen 1980 in Moskau teil. Die Mannschaft verlor alle Spiele und belegte den sechsten und letzten Rang.